# John W. Nystrom
 (juin 2008).
Si vous disposez d'ouvrages ou d'articles de référence ou si vous connaissez des sites web de qualité traitant du thème abordé ici, merci de compléter l'article en donnant les références utiles à sa vérifiabilité et en les liant à la section « Notes et références ».
 (novembre 2015).
Améliorez-le ou discutez des points à vérifier. 
Pour les articles homonymes, voir Nyström.
L'ingénieur John W. Nystrom, ou Johan Vilhelm Nyström (1824 ou 1825 -1885), né en Suède, a surtout vécu à Philadelphie en Pennsylvanie aux États-Unis d'Amérique.
En tant qu'inventeur technique renommé, il obtient de nombreux brevets, par exemple pour une turbine hydraulique, un réfrigérateur et une machine à calculer. Ce brevet N° 7961 du 4 mars 1851, concernant sa « machine coulissante à calculer » (slide ruler) était un des premiers brevets attribués aux États-Unis.
En 1863, il proposa un système hexadécimal pour l'arithmétique, les poids et mesures et le système monétaire. Il appela son système « système tonal », il comprenait également une première proposition pour la  mesure du temps en hexadécimal. Nystrom proposa un format de temps de seize heures hexadécimales par jour.
« I am not afraid, or do not hesitate, to advocate a binary system of arithmetic and metrology. I know I have nature on my side; if I do not succeed to impress upon you its utility and great importance to mankind, it will reflect that much less credit upon our generation, upon scientific men and philosophers »
— John W. Nystrom, vers 1863
        
« Je ne crains pas, et je n'hésite pas, de promouvoir une arithmétique et métrologie binaire. Je sais les lois de la nature avec moi. Si bien, au cas où je ne puis vous convaincre de son utilité et de son immense importance pour l'humanité, cela dit plus que d'autre chose sur notre génération et ses scientifiques et philosophes »
Nystrom proposa de nouveaux numéraux pour ses chiffres et nombres hexadécimaux :
Dans le « système tonal » zéro se dit « noll », puis Nystrom continue à compter, arbitrairement, (un peu comme dans un espéranto avant terme,) de un à seize:

« An,  de,  ti,  go,  su,  by,  ra,  me,  ni,  ko,  hu,  vy,  la,  po,  fy,  ton. « (Voilà, pourquoi « système tonal ».)

Les nombres « seize-et-un », « seize-deux » etc. devaient se dire « ton-an », « ton-de »...
Nystrom appela « tam » la myriade hexadécimale (=164) et mille hexadécimal (= 16³) « mill ». Cent hexadécimal (=256), il désigna par « san ».
Cette première proposition d'un système hexadécimal, formulée au milieu du XIXe siècle, n'avait connu littéralement aucun succès du tout.

## Compte rendu critique et questions ouvertes concernant les propositions de Nystrom
(juin 2008).
Si vous disposez d'ouvrages ou d'articles de référence ou si vous connaissez des sites web de qualité traitant du thème abordé ici, merci de compléter l'article en donnant les références utiles à sa vérifiabilité et en les liant à la section « Notes et références ».
Contrairement à ses affirmations, les raisons de son échec ne sont pas à chercher uniquement dans l'ignorance de ses contemporains par rapport au binaire, système devenu omniprésent dans notre monde actuel. À part ses noms de nombre douteux, il y a à constater une autre erreur dans son approche :
Nystrom « se fabriqua » avant et surtout un prétendu calendrier hexadécimal avec seize « mois ». Ainsi, il commet une erreur similaire aux bourgeois révolutionnaires qui, en France, soixante ans plus tôt à la fois dans le but d'une systématisation maximale du système décimal (décimalisation) et dans un souci « anti-biblique » avoué, voulaient décréter la « semaine de dix jours ». Cela sans bien comprendre que, mentionné dans la Bible ou pas, la semaine de sept jours correspond au fond à un quartier de lune (29,53 : 4 ≥ 7). Ses seize « mois » de 23 jours à peine ? En quoi cela pouvait être mieux que les douze mois du calendrier solaire habituel qui rappellent toujours les douze lunes de l'année. Mais il existe bien un rapport entre le système hexadécimal et l'année calendaire, à savoir l'année tropique conventionnelle selon l'astronome allemand Johann Heinrich von Mädler (1794-1874) de 365,2421875 jours exactement. Ce rapport échappa visiblement à J.W. Nystrom.
Suivant les sources secondaires facilement accessibles, deux questions importantes restent actuellement ouvertes :

- Quel système de chiffres précisément utilisa Nystrom, ou bien proposa-t-il ? Sûrement pas le système actuel de 0-9 & A-F, attesté seulement depuis les années 1950.
- Quelles unités de mesure hexadécimales proposa-t-il concrètement ? Des rapports binaires dans les poids et mesures sont bien connus depuis la plus haute Antiquité. Ainsi la mesure ancienne nommée pied, bien connue, fut régulièrement divisée en quatre paumes ou seize doigts et depuis la fin de l'Antiquité une aune de quatre pieds est attestée. Aussi le muid (modius) de matières sèches était divisé en 128 gobelettes (acetabulum). Aussi le Moyen Âge européen, malgré ses a priori en faveur du duodécimal, pratiquait bien de mesures binaires. La mesure de liquides sous l'Ancien Régime nommée « velte » (~7,6 l = 384 pouces du Roi cubes) correspondait à 8 pintes ou 16 chopines ou 32 demiards voire à 256 (!) roquilles. Mais ce qui manquait, et dans l'Antiquité et durant le Moyen Âge et même jusqu'à nos jours, pour rendre praticable un système de poids et mesures hexadécimal, c'était l'élaboration d'un système arithmétique moderne, positionnel, avec des chiffres hexadécimaux dépourvu de toute ambiguïté.

La Bibliothèque nationale de France ne possède la collection du Journal de l'Institut Franklin, Philadelphie (E.U.A.) depuis l'année 1894. Alors pour connaître le contenu exact des propositions de Nystrom, il faut consulter le Journal 46 de l'année 1863 où Nystrom jadis fut publié.